# Espanya als Jocs Olímpics d'estiu de 2008
Espanya va estar representada als Jocs Olímpics d'Estiu de 2008 per 286 esportistes, i va ésser l'onzè país més representat.
El portador de la bandera a la cerimònia d'obertura va ser el palista David Cal Figueroa.

## Medaller
L'equip olímpic espanyol va aconseguir les següents medalles:
| Esport                | Or | Plata | Bronze | Total |
| Bàsquet               | 0  | 1     | 0      | 1     |
| Ciclisme              | 2  | 1     | 1      | 4     |
| Esgrima               | 0  | 0     | 1      | 1     |
| Gimnàstica            | 0  | 1     | 0      | 1     |
| Handbol               | 0  | 0     | 1      | 1     |
| Hoquei herba          | 0  | 1     | 0      | 1     |
| Natació sincronitzada | 0  | 2     | 0      | 2     |
| Piragüisme            | 1  | 2     | 0      | 3     |
| Tennis                | 1  | 1     | 0      | 2     |
| Vela                  | 1  | 1     | 0      | 2     |
| Total                 | 5  | 10    | 3      | 18    |

## Medallistes[2]
| Alba María Cabello Raquel Corral Andrea Fuentes Thaïs Henríquez Laura López | Gemma Mengual Gisela Morón Irina Rodríguez Paola Tirados |

| Francesc Cortés Santi Freixa Francesc Fàbregas Víctor Sojo Àlex Fàbregas Pol Amat Eduard Tubau Roc Oliva | Juan Fernández Ramon Alegre Xavier Ribas Albert Sala Rodrigo Garza Sergi Enrique Eduard Arbós David Alegre |

| Pau Gasol Rudy Fernàndez Ricky Rubio Juan Carlos Navarro José Calderón Felipe Reyes | Carlos Jimenez Raül López Berni Rodríguez Marc Gasol Àlex Mumbrú Jorge Garbajosa |

| David Barrufet Jon Belaustegui David Davis Alberto Entrerrios Raúl Entrerrios Rubén Garabaya Juanín García | José Javier Hombrados Demetrio Lozano Cristian Malmagro Carlos Prieto Albert Rocas Iker Romero Víctor Tomàs |

## Diplomes olímpics
| Laura Nicholls Cindy Lima Tamara Abalde Isabel Sánchez Lucila Pascua Laia Palau | Elisa Aguilar Núria Martínez Anna Montañana Amaya Valdemoro Maria Revuelto Alba Torrens |

| Iñaki Aguilar Mario José García David Martín Ricardo Perrone Guillermo Molina Marc Minguell Iván Gallego | Svilen Piralkov Xavier Vallès Felipe Perrone Iván Pérez Xavier García Ángel Luis Andreo |

| Sílvia Bonastre Núria Camón Glòria Comerma Montse Cruz Marta Ejarque Raquel Huertas María López Bárbara Malda | Julia Menéndez Sílvia Muñoz Georgina Oliva Maria Romagosa María Jesús Rosa Pilar Sánchez Esther Térmens Rocío Ybarra |

## Atletisme
Vegeu Atletisme als Jocs Olímpics d'estiu 2008

### Masculí
Pista i ruta
| Esportista                 | Esdeveniment     | Eliminatòria | Eliminatòria | Quarts de final | Quarts de final | Semifinal        | Semifinal        | Final            | Final            |
| Esportista                 | Esdeveniment     | Resultat     | Posició      | Resultat        | Posició         | Resultat         | Posició          | Resultat         | Posició          |
| -------------------------- | ---------------- | ------------ | ------------ | --------------- | --------------- | ---------------- | ---------------- | ---------------- | ---------------- |
| Alemayehu Bezabeh          | 5000 m           | 13:37.88     | 5 q          |                 |                 |                  |                  | 13:30.48         | 11               |
| Josep Lluís Blanco         | 3000 m obstacles | 8:37.37      | 5            |                 |                 |                  |                  | No es classificà | No es classificà |
| Arturo Casado              | 1500 m           | 3:36.42      | 2 Q          |                 |                 | 3:41.57          | 11               | No es classificà | No es classificà |
| Carles Castillejo          | 10000 m          |              |              |                 |                 |                  |                  | 28:13.68         | 23               |
| Juan Carlos de la Ossa     | 10000 m          |              |              |                 |                 |                  |                  | 27:54.20         | 17               |
| Jesús España               | 5000 m           | 13:48.88     | 4 Q          |                 |                 |                  |                  | 13:55.94         | 14               |
| Reyes Estévez              | 1500 m           | 3:39.62      | 8            |                 |                 | No es classificà | No es classificà | No es classificà | No es classificà |
| Francisco Javier Fernández | 20 km marxa      |              |              |                 |                 |                  |                  | 1:20.32          | 7                |
| Alberto García             | 5000 m           | 13:58.20     | 9            |                 |                 |                  |                  | No es classificà | No es classificà |
| Jesús Ángel García         | 50 km marxa      |              |              |                 |                 |                  |                  | 3:44.08          | 4                |
| Juan Carlos Higuero        | 1500 m           | 3:41.70      | 3 Q          |                 |                 | 3:37.31          | 3 Q              | 3:34.44          | 4                |
| Ayad Lamdassen             | 10000 m          |              |              |                 |                 |                  |                  | 28:13.73         | 24               |
| Eliseo Martín              | 3000 m obstacles | 8:23.19      | 12           |                 |                 |                  |                  | No es classificà | No es classificà |
| José Manuel Martínez       | Marató           |              |              |                 |                 |                  |                  | 2:14:00          | 16               |
| Juan Manuel Molina         | 20 km marxa      |              |              |                 |                 |                  |                  | 1:21:25          | 12               |
| Mikel Odriozola            | 50 km marxa      |              |              |                 |                 |                  |                  | 3:51:30          | 13               |
| Manuel Olmedo              | 800 m            | 1:45.78      | 1 Q          |                 |                 | 1:45.91          | 4                | No es classificà | No es classificà |
| Rubén Palomeque            | 3000 m obstacles | 8:58.50      | 12           |                 |                 |                  |                  | No es classificà | No es classificà |
| Santiago Pérez             | 50 km marxa      |              |              |                 |                 |                  |                  | 3:59:41          | 26               |
| Miguel Quesada             | 800 m            | 1:48.06      | 4            |                 |                 | No es classificà | No es classificà | No es classificà | No es classificà |
| Jackson Quiñónez           | 110 m tanques    | 13.41        | 2 Q          | 13.47           | 3 Q             | 13.40            | 3 Q              | 13.69            | 8                |
| Antonio Manuel Reina       | 800 m            | 1:46.30      | 3 q          |                 |                 | 1.46.40          | 7                | No es classificà | No es classificà |
| Julio Rey                  | Marató           |              |              |                 |                 |                  |                  | No acabà         | No acabà         |
| José Ríos                  | Marató           |              |              |                 |                 |                  |                  | 2:32:35          | 72               |
| Ángel David Rodríguez      | 100 m            | 10.34        | 4 q          | 10.35           | 8               | No es classificà | No es classificà | No es classificà | No es classificà |
| Ángel David Rodríguez      | 200 m            | 20.87        | 4 q          | 20.96           | 8               | No es classificà | No es classificà | No es classificà | No es classificà |
| Benjamin Sánchez           | 20 km marxa      |              |              |                 |                 |                  |                  | 1:21:38          | 13               |

Concursos
| Esportista        | Esdeveniment       | Qualificació | Qualificació | Final            | Final            |
| Esportista        | Esdeveniment       | Distància    | Posició      | Distància        | Posició          |
| ----------------- | ------------------ | ------------ | ------------ | ---------------- | ---------------- |
| Javier Bermejo    | Salt d'alçada      | 2,20         | 29           | No es classificà | No es classificà |
| Frank Casañas     | Llançament de disc | 64,99        | 4 Q          | 66,49            | 5                |
| Manuel Martínez   | Llançament de pes  | 19,81        | 19           | No es classificà | No es classificà |
| Luis Felipe Méliz | Salt de llargada   | 7,95         | 10 q         | 8,07             | 7                |
| Mario Pestano     | Llançament de disc | 64,42        | 7 q          | 63,42            | 9                |

Combinats − Decatló
| Esportista  |          | 100m  | SL   | LP    | SA   | 400m  | 110mT | LD    | SP | LJ    | 1500m   | Final | Posició |
| ----------- | -------- | ----- | ---- | ----- | ---- | ----- | ----- | ----- | -- | ----- | ------- | ----- | ------- |
| David Gómez | Resultat | 11.12 | 6,85 | 13,58 | 1,81 | 49.27 | 14.61 | 40,17 | SM | 62,22 | 4:30.74 | 6876  | 25      |
| David Gómez | Punts    | 834   | 778  | 703   | 636  | 849   | 897   | 668   | 0  | 771   | 740     | 6876  | 25      |

### Femení
Pista i ruta
| Esportista          | Esdeveniment     | Eliminatòria | Eliminatòria | Semifinal        | Semifinal        | Final            | Final            |
| Esportista          | Esdeveniment     | Resultat     | Posició      | Resultat         | Posició          | Resultat         | Posició          |
| ------------------- | ---------------- | ------------ | ------------ | ---------------- | ---------------- | ---------------- | ---------------- |
| Alessandra Aguilar  | Marató           |              |              |                  |                  | 2:39:29          | 54               |
| Yesenia Centeno     | Marató           |              |              |                  |                  | 2:36:25          | 45               |
| Dolores Checa       | 5000 m           | 15:31.22     | 13           |                  |                  | No es classificà | No es classificà |
| Isabel Checa        | 10000 m          |              |              |                  |                  | 33:17.88         | 29               |
| Marta Domínguez     | 3000 m obstacles | 9:22.11      | 2 Q          |                  |                  | No acabà         | No acabà         |
| Laia Forcadell      | 400 m tanques    | 58.64        | 7            | No es classificà | No es classificà | No es classificà | No es classificà |
| Iris Fuentes-Pila   | 1500 m           | 4:14.10      | 2 Q          |                  |                  | 4:04.86          | 8                |
| Zulema Fuentes-Pila | 3000 m obstacles | 9:29.40      | 4 Q          |                  |                  | 9:35.16          | 12               |
| Rosa Morató         | 3000 m obstacles | 9:45.33      | 12           |                  |                  | No es classificà | No es classificà |
| Josephine Onyia     | 100 m tanques    | 12.68        | 1 Q          | 12.68            | 5                | No es classificà | No es classificà |
| Beatriz Pascual     | 20 km marxa      |              |              |                  |                  | 1:27.44          | 6                |
| María José Poves    | 20 km marxa      |              |              |                  |                  | 1:30.51          | 18               |
| María José Pueyo    | Marató           |              |              |                  |                  | 2:48:01          | 64               |
| Natalia Rodríguez   | 1500 m           | 4:05.30      | 2 Q          |                  |                  | 4:03.19          | 6                |
| María Vasco         | 20 km marxa      |              |              |                  |                  | 1:27.27          | 5                |

Concursos
| Esportista          | Esdeveniment           | Qualificació | Qualificació | Final            | Final            |
| Esportista          | Esdeveniment           | Distància    | Posició      | Distància        | Posició          |
| ------------------- | ---------------------- | ------------ | ------------ | ---------------- | ---------------- |
| Naroa Agirre        | Salt de perxa          | 4,40         | 13           | No es classificà | No es classificà |
| Ruth Beitia         | Salt d'alçada          | 1,93         | =1 Q         | 1,96             | =7               |
| Berta Castells      | Llançament de martell  | 62,44        | 41           | No es classificà | No es classificà |
| Carlota Castrejana  | Triple salt            | 14,02        | 16           | No es classificà | No es classificà |
| Mercedes Chilla     | Llançament de javelina | 61,81        | 8 Q          | 58,13            | 9                |
| Concepción Montaner | Salt de llargada       | 6,53         | 16           | No es classificà | No es classificà |
| Irache Quintanal    | Llançament de pes      | Sense marca  | Sense marca  | No es classificà | No es classificà |

## Bàdminton
Vegeu Bàdminton als Jocs Olímpics d'estiu 2008
| Esportista     | Esdeveniment       | Ronda de 64                            | Setzens de final                  | Vuitens de final | Quarts de final  | Semifinals       | Final            | Final            |
| -------------- | ------------------ | -------------------------------------- | --------------------------------- | ---------------- | ---------------- | ---------------- | ---------------- | ---------------- |
| Pablo Abián    | Individual masculí | K. Navickas (LIT) D 21−23, 21−12, 9−21 | No es classificà                  | No es classificà | No es classificà | No es classificà | No es classificà | No es classificà |
| Yoana Martínez | Individual femení  | E. Carroll (AUS) V 21−9, 21−16         | M.K. Yulianti (INA) D 9−21, 14−21 | No es classificà | No es classificà | No es classificà | No es classificà | No es classificà |

## Bàsquet
Vegeu Bàsquet als Jocs Olímpics d'estiu 2008

### Masculí
La selecció espanyola masculina de bàsquet es classificà per dues raons: campió del Món i finalista de l'Eurobasket 2007. És l'onzena vegada que la selecció masculina es classifica.
Jugadors
| - José Manuel Calderón - Rudy Fernández - Jorge Garbajosa - Marc Gasol - Pau Gasol - Carlos Jiménez | - Raül López - Álex Mumbrú - Juan Carlos Navarro - Felipe Reyes - Ricky Rubio - Berni Rodríguez |  |  |

Entrenador: Aíto García Reneses
Fase de grups
| Equip        | J | G | P | PF  | PC  | Dif  | Punts |
| ------------ | - | - | - | --- | --- | ---- | ----- |
| Estats Units | 5 | 5 | 0 | 515 | 354 | +161 | 10    |
| Espanya      | 5 | 4 | 1 | 418 | 369 | +49  | 9     |
| Grècia       | 5 | 3 | 2 | 415 | 375 | +40  | 8     |
| Xina         | 5 | 2 | 3 | 366 | 400 | -34  | 7     |
| Alemanya     | 5 | 1 | 4 | 330 | 390 | -60  | 6     |
| Angola       | 5 | 0 | 5 | 321 | 477 | -156 | 5     |

Resultats
| Ronda           | Data  | Hora  | Partit       | Partit    | Partit       |
| --------------- | ----- | ----- | ------------ | --------- | ------------ |
| Fase grups − 1  | 10/08 | 14:30 | Espanya      | 81 − 66   | Grècia       |
| Fase grups − 2  | 12/08 | 16:45 | Xina         | 75 − 85   | Espanya      |
| Fase grups − 3  | 14/08 | 09:00 | Alemanya     | 59 − 72   | Espanya      |
| Fase grups − 4  | 16/08 | 22:15 | Espanya      | 82 − 119  | Estats Units |
| Fase grups − 5  | 18/08 | 16:45 | Angola       | 50 − 98   | Espanya      |
| Quarts de final | 20/08 | 14:30 | Espanya      | 72 − 59   | Croàcia      |
| Semifinals      | 22/08 | 20:00 | Espanya      | 91 − 86   | Lituània     |
| Final           | 24/08 | 14:00 | Estats Units | 118 − 107 | Espanya      |

### Femení
La selecció femenina finalitzà segona a l'Eurobasket Women 2007, igual que la selecció masculina (casualment contra el mateix equip: Rússia). Però, les regles de classificació no són igual que les masculines per tant, hagué de fer un torneig preolímpic. No obstant això, dia 13 de juny guanyà a Cuba i es classificà, també, per les Olimpíades.
Jugadores
| - Tamara Abalde - Elisa Aguilar - Cindy Lima - Núria Martínez - Anna Montañana - Laura Nicholls | - Laia Palau - Lucila Pascua - María Revuelto - Isabel Sánchez - Alba Torrens - Amaya Valdemoro |  |  |

Entrenador: Evaristo Pérez
Fase de grups
| Equip           | J | G | P | PF  | PC  | Dif  | Punts |
| --------------- | - | - | - | --- | --- | ---- | ----- |
| Estats Units    | 5 | 5 | 0 | 491 | 276 | +215 | 10    |
| R.P. de la Xina | 5 | 4 | 1 | 358 | 346 | +12  | 9     |
| Espanya         | 5 | 3 | 2 | 357 | 318 | +1   | 8     |
| Txèquia         | 5 | 2 | 3 | 346 | 356 | -10  | 7     |
| Nova Zelanda    | 5 | 1 | 4 | 320 | 423 | -103 | 6     |
| Mali            | 5 | 0 | 5 | 249 | 402 | -115 | 5     |

Resultats
| Ronda           | Data  | Hora  | Partit       | Partit  | Partit          |
| --------------- | ----- | ----- | ------------ | ------- | --------------- |
| Fase grups − 1  | 09/08 | 14:30 | Espanya      | 64 − 67 | R.P. de la Xina |
| Fase grups − 2  | 11/08 | 09:00 | Nova Zelanda | 62 − 85 | Espanya         |
| Fase grups − 3  | 13/08 | 11:15 | Espanya      | 74 − 55 | Txèquia         |
| Fase grups − 4  | 15/08 | 20:00 | Estats Units | 93 − 55 | Espanya         |
| Fase grups − 5  | 17/08 | 09:00 | Espanya      | 79 − 41 | Mali            |
| Quarts de final | 19/08 | 22:15 | Rússia       | 84 − 65 | Espanya         |

## Boxa
Vegeu Boxa als Jocs Olímpics d'estiu 2008
Un boxador pes mosca espanyol es va classificar per les Olimpíades: Kelvin de la Nieve. Va aconseguir una plaça al segon torneig de classificació europeu.
| Esportista         | Esdeveniment  | Setzens de final      | Vuitens de final | Quarts de final  | Semifinals       | Final            | Final            |
| ------------------ | ------------- | --------------------- | ---------------- | ---------------- | ---------------- | ---------------- | ---------------- |
| Kelvin de la Nieve | Pes minimosca | L. Yanez (EUA) D 9−12 | No es classificà | No es classificà | No es classificà | No es classificà | No es classificà |

## Ciclisme
Vegeu Ciclisme als Jocs Olímpics d'estiu 2008

### Ciclisme de muntanya

#### Masculí
| Esportista           | Esdeveniment  | Temps   | Posició |
| -------------------- | ------------- | ------- | ------- |
| Carlos Coloma        | Camp a través | 2:09:05 | 28      |
| José Antonio Hermida | Camp a través | 2:01:01 | 10      |
| Iñaki Lejarreta      | Camp a través | 2:00:21 | 8       |

#### Femení
| Esportista    | Esdeveniment  | Temps    | Posició  |
| ------------- | ------------- | -------- | -------- |
| Marga Fullana | Camp a través | No acabà | No acabà |

### Ciclisme en ruta

#### Masculí
| Esportista         | Esdeveniment   | Temps    | Posició  |
| ------------------ | -------------- | -------- | -------- |
| Alberto Contador   | Ruta           | No acabà | No acabà |
| Alberto Contador   | Contrarellotge | 1:03:29  | 4        |
| Óscar Freire       | Ruta           | No acabà | No acabà |
| Samuel Sánchez     | Ruta           | 6:23:49  | 1        |
| Samuel Sánchez     | Contrarellotge | 1:04:37  | 6        |
| Carlos Sastre      | Ruta           | 6:31:06  | 49       |
| Alejandro Valverde | Ruta           | 6:24:19  | 13       |

#### Femení
| Esportista       | Esdeveniment   | Temps   | Posició |
| ---------------- | -------------- | ------- | ------- |
| Anna Sanchis     | Ruta           | 3:32:51 | 19      |
| Marta Vilajosana | Ruta           | 3:43:25 | 55      |
| Marta Vilajosana | Contrarellotge | 37:54   | 19      |

### Ciclisme en pista

#### Masculí
Persecució
| Esportista                                                     | Esdeveniment                    | Qualificació | Qualificació | Semifinals               | Semifinals       | Final               | Final               |
| Esportista                                                     | Esdeveniment                    | Temps        | Posició      | Resultat                 | Posició          | Resultat            | Posició             |
| -------------------------------------------------------------- | ------------------------------- | ------------ | ------------ | ------------------------ | ---------------- | ------------------- | ------------------- |
| Sergi Escobar                                                  | Persecució individual masculina | 4:26:102     | 10           | No es classificà         | No es classificà | No es classificà    | No es classificà    |
| Antoni Tauler                                                  | Persecució individual masculina | 4:22:462     | 6 Q          | A. Màrkov (RUS) 4:24.974 | 6                | No es classificà    | No es classificà    |
| Sergi Escobar Asier Maeztu Antonio Miguel Parra David Muntaner | Persecució equips               | 4:06:509     | 7 Q          | Nova Zelanda Doblats     | −                | No es classificaren | No es classificaren |

Omnium
| Esportista                  | Esdeveniment      | Punts/Voltes | Posició |
| --------------------------- | ----------------- | ------------ | ------- |
| Joan Llaneras               | Carrera per punts | 60 punts     | 1       |
| Joan Llaneras Antoni Tauler | Madison           | 7 punts      | 2       |

#### Femení
Omnium
| Esportista      | Esdeveniment      | Punts/Voltes | Posició |
| --------------- | ----------------- | ------------ | ------- |
| Leire Olaberría | Carrera per punts | 13 punts     | 3       |

## Esgrima
Vegeu Esgrima als Jocs Olímpics d'estiu 2008
Masculí
| Esportista      | Categoria         | 1/32 de final | Setzens de final              | Vuitens de final            | Quarts de final                  | Semifinals                      | Final                    | Final            |
| --------------- | ----------------- | ------------- | ----------------------------- | --------------------------- | -------------------------------- | ------------------------------- | ------------------------ | ---------------- |
| José Luis Abajo | Espasa individual |               | Kim Won Jin (KOR) V 15−14     | Jerome Jeannet (FRA) V 15−9 | Diego Confalonieri (ITA) V 14−13 | Matteo Tagliariol (ITA) D 12−15 | Gabor Boczko (HON) V 8−7 | 3                |
| Javier Menéndez | Floret individual |               | Roland Schlosser (AUT) D 9−15 | No es classificà            | No es classificà                 | No es classificà                | No es classificà         | No es classificà |
| Jaime Martí     | Sabre individual  |               | Nikolay Kovalev (RUS) V 15−12 | Man Zhong (XIN) D 14−15     | No es classificà                 | No es classificà                | No es classificà         | No es classificà |
| Jorge Pina      | Sabre individual  |               | Diego Occhiuzzi (ITA) V 15−9  | Aldo Montano (ITA) V 15−14  | Nicolas Lopez (FRA) D 10−15      | No es classificà                | No es classificà         | No es classificà |

Femení
| Esportista      | Categoria        | 1/32 de final                | Setzens de final          | Vuitens de final | Quarts de final  | Semifinals       | Final            | Final            |
| --------------- | ---------------- | ---------------------------- | ------------------------- | ---------------- | ---------------- | ---------------- | ---------------- | ---------------- |
| Araceli Navarro | Sabre individual | Angelica Larios (MEX) V 15−4 | Rebecca Ward (EUA) D 7−12 | No es classificà | No es classificà | No es classificà | No es classificà | No es classificà |

## Gimnàstica
Veure Gimnàstica als Jocs Olímpics d'estiu 2008

### Gimnàstica artística

#### Masculí
Equips
| Esportista      | Esdeveniment | Qualificació | Qualificació | Qualificació | Qualificació | Qualificació | Qualificació | Qualificació | Qualificació | Final               | Final               | Final               | Final               | Final               | Final               | Final               | Final               |
| Esportista      | Esdeveniment | Aparells     | Aparells     | Aparells     | Aparells     | Aparells     | Aparells     | Total        | Posició      | Aparells            | Aparells            | Aparells            | Aparells            | Aparells            | Aparells            | Total               | Posició             |
| Esportista      | Esdeveniment | T            | CA           | A            | SC           | BP           | BF           | Total        | Posició      | T                   | CA                  | A                   | SC                  | BP                  | BF                  | Total               | Posició             |
| --------------- | ------------ | ------------ | ------------ | ------------ | ------------ | ------------ | ------------ | ------------ | ------------ | ------------------- | ------------------- | ------------------- | ------------------- | ------------------- | ------------------- | ------------------- | ------------------- |
| Isaac Botella   | Equips       | 14,975       | 13,600       | 14,900       | 16,050 Q     |              |              |              |              | No es classificaren | No es classificaren | No es classificaren | No es classificaren | No es classificaren | No es classificaren | No es classificaren | No es classificaren |
| Manuel Carballo | Equips       | 14,650       | 14,475       | 14,900       |              | 15,275       | 13,025       |              |              | No es classificaren | No es classificaren | No es classificaren | No es classificaren | No es classificaren | No es classificaren | No es classificaren | No es classificaren |
| Gervasi Deferr  | Equips       | 15,825 Q     |              |              | 15,075       | 14,600       | 13,725       |              |              | No es classificaren | No es classificaren | No es classificaren | No es classificaren | No es classificaren | No es classificaren | No es classificaren | No es classificaren |
| Rafael Martínez | Equips       | 15,750       | 15,550       | 14,800       | 14,325       | 15,100       | 15,275       | 90,800       | 10 Q         | No es classificaren | No es classificaren | No es classificaren | No es classificaren | No es classificaren | No es classificaren | No es classificaren | No es classificaren |
| Sergio Muñoz    | Equips       | 14,575       | 12,700       | 15,150       | 16,100       | 13,675       | 13,300       | 85,500       | 40           | No es classificaren | No es classificaren | No es classificaren | No es classificaren | No es classificaren | No es classificaren | No es classificaren | No es classificaren |
| Iván San Miguel | Equips       |              | 13,775       | 15,200       | 16,050       | 14,375       | 14,525       |              |              | No es classificaren | No es classificaren | No es classificaren | No es classificaren | No es classificaren | No es classificaren | No es classificaren | No es classificaren |
| Total           | Equips       | 61,000       | 56,650       | 60,150       | 63,950       | 59,350       | 56,825       | 357,925      | 11           | No es classificaren | No es classificaren | No es classificaren | No es classificaren | No es classificaren | No es classificaren | No es classificaren | No es classificaren |

Individual
| Esportista      | Esdeveniment      | Aparells | Aparells | Aparells | Aparells | Aparells | Aparells | Total  | Posició |
| Esportista      | Esdeveniment      | T        | CA       | A        | SC       | BP       | BF       | Total  | Posició |
| --------------- | ----------------- | -------- | -------- | -------- | -------- | -------- | -------- | ------ | ------- |
| Isaac Botella   | Salt sobre cavall |          |          |          | 16,075   |          |          | 16,075 | 8       |
| Gervasi Deferr  | Terra             | 15,775   |          |          |          |          |          | 15,775 | 2       |
| Rafael Martínez | Concurs complet   | 15,450   | 15,000   | 14,375   | 15,575   | 15,525   | 15,575   | 91,500 | 10      |

#### Femení
Individual
| Esportista       | Esdeveniment    | Qualificació | Qualificació | Qualificació | Qualificació | Qualificació | Qualificació | Final            | Final            | Final            | Final            | Final            | Final            |
| Esportista       | Esdeveniment    | Aparells     | Aparells     | Aparells     | Aparells     | Total        | Posició      | Aparells         | Aparells         | Aparells         | Aparells         | Total            | Posició          |
| Esportista       | Esdeveniment    | T            | SC           | BA           | BE           | Total        | Posició      | T                | SC               | BA               | BE               | Total            | Posició          |
| ---------------- | --------------- | ------------ | ------------ | ------------ | ------------ | ------------ | ------------ | ---------------- | ---------------- | ---------------- | ---------------- | ---------------- | ---------------- |
| Laura Campos     | Concurs complet | 13,775       | 14,200       | 13,075       | 13,975       | 55,025       | 49           | No es classificà | No es classificà | No es classificà | No es classificà | No es classificà | No es classificà |
| Lenika de Simone | Concurs complet | 13,850       | 14,100       | 13,550       | 14,100       | 55,600       | 47           | No es classificà | No es classificà | No es classificà | No es classificà | No es classificà | No es classificà |

### Gimnàstica rítmica
Equips
| Esportista                                                                         | Esdeveniment | Qualificació | Qualificació       | Qualificació | Qualificació | Final               | Final               | Final               | Final               |
| Esportista                                                                         | Esdeveniment | 5 pilotes    | 3 cintes 2 cèrcols | Total        | Posició      | 5 pilotes           | 3 cintes 2 cèrcols  | Total               | Posició             |
| ---------------------------------------------------------------------------------- | ------------ | ------------ | ------------------ | ------------ | ------------ | ------------------- | ------------------- | ------------------- | ------------------- |
| Bárbara González Lara González Isabel Pagán Ana Pelaz Verónica Ruiz Elisabet Salom | Equips       | 15,725       | 14,375             | 30,100       | 11           | No es classificaren | No es classificaren | No es classificaren | No es classificaren |

Individual
| Esportista   | Esdeveniment    | Qualificació | Qualificació | Qualificació | Qualificació | Qualificació | Qualificació | Final    | Final    | Final    | Final    | Final  | Final   |
| Esportista   | Esdeveniment    | Aparells     | Aparells     | Aparells     | Aparells     | Total        | Posició      | Aparells | Aparells | Aparells | Aparells | Total  | Posició |
| Esportista   | Esdeveniment    | CE           | P            | M            | CI           | Total        | Posició      | CE       | P        | M        | CI       | Total  | Posició |
| ------------ | --------------- | ------------ | ------------ | ------------ | ------------ | ------------ | ------------ | -------- | -------- | -------- | -------- | ------ | ------- |
| Almudena Cid | Concurs complet | 16,675       | 16,800       | 16,600       | 16,750       | 66,825       | 10 Q         | 17,000   | 17,000   | 17,150   | 16,950   | 68,100 | 8       |

## Halterofília
Vegeu Halterofília als Jocs Olímpics d'estiu 2008
| Esportista        | Esdeveniment  | Arrencada | Arrencada | Dos temps | Dos temps | Total | Posició |
| Esportista        | Esdeveniment  | Resultat  | Posició   | Resultat  | Posició   | Total | Posició |
| ----------------- | ------------- | --------- | --------- | --------- | --------- | ----- | ------- |
| José Juan Navarro | 94 kg masculí | 173       | 9         | 210       | 10        | 383   | 10      |
| Lidia Valentín    | 75 kg femení  | 115       | 5         | 135       | 6         | 250   | 5       |

## Handbol
Vegeu Handbol als Jocs Olímpics d'estiu 2008

### Masculí
Jugadors
| - Albert Rocas - Alberto Entrerríos - Carlos Prieto - Cristian Malmagro - David Barrufet - David Davis - Demetrio Lozano | - Iker Romero - Jon Belaustegui - José Javier Hombrados - Juanín García - Raúl Entrerríos - Rubén Garabaya - Víctor Tomás |  |  |

Entrenador: Juan Carlos Pastor
Fase de grups
| Equip           | J | G | E | P | GF  | GC  | Dif | Punts |
| --------------- | - | - | - | - | --- | --- | --- | ----- |
| França          | 5 | 4 | 1 | 0 | 148 | 115 | +33 | 13    |
| Polònia         | 5 | 3 | 1 | 1 | 147 | 128 | +19 | 10    |
| Croàcia         | 5 | 3 | 0 | 2 | 140 | 115 | +25 | 9     |
| Espanya         | 5 | 3 | 0 | 2 | 152 | 145 | +7  | 9     |
| Brasil          | 5 | 1 | 0 | 4 | 129 | 153 | -24 | 3     |
| R.P. de la Xina | 5 | 0 | 0 | 5 | 104 | 164 | -60 | 0     |

Resultats
| Ronda               | Data  | Hora  | Partit        | Partit  | Partit  |
| ------------------- | ----- | ----- | ------------- | ------- | ------- |
| Fase grups − 1      | 10/08 | 09:00 | Croàcia       | 31 − 29 | Espanya |
| Fase grups − 2      | 12/08 | 15:45 | Espanya       | 30 − 29 | Polònia |
| Fase grups − 3      | 14/08 | 15:45 | Xina          | 22 − 36 | Espanya |
| Fase grups − 4      | 16/08 | 14:00 | França        | 28 − 21 | Espanya |
| Fase grups − 5      | 18/08 | 09:00 | Espanya       | 36 − 35 | Brasil  |
| Quarts de final     | 20/08 | 20:15 | Corea del Sud | 24 − 29 | Espanya |
| Semifinals          | 22/08 | 20:15 | Islàndia      | 36 − 30 | Espanya |
| Final de consolació | 24/08 | 13:30 | Croàcia       | 29 − 35 | Espanya |

## Hípica
Vegeu Hípica als Jocs Olímpics d'estiu 2008
Doma clàssica
Tres espanyols es van classificar per als Jocs Olímpics: Jordi Domingo, Beatriz Ferrer-Salat i Juan Manuel Muñoz. Una lesió del cavall de Ferrer-Salat, Fabergé, li va impedir participar en les dues competicions on participava, la doma individual i la doma per equips.
| Jordi Domingo                                        | Prestige                   | Individual | 64.042          | 28              | No es classificà | No es classificà | No es classificà | No es classificà | No es classificà | No es classificà |                 |                 |
| Beatriu Ferrer-Salat                                 | Fabergé                    | Individual | No participà    | No participà    | No participà     | No participà     | No participà     | No participà     | No participà     | No participà     | No participà    | No participà    |
| Juan Manuel Muñoz                                    | Fuego XII                  | Individual | 66.083          | 22              | 68.160           | 16               | No es classificà | No es classificà | No es classificà | No es classificà |                 |                 |
| Jordi Domingo Beatriu Ferrer-Salat Juan Manuel Muñoz | Prestige Fabergé Fuego XII | Equips     | No participaren | No participaren | No participaren  | No participaren  | No participaren  | No participaren  | No participaren  | No participaren  | No participaren | No participaren |

## Hoquei sobre herba
Vegeu Hoquei sobre herba als Jocs Olímpics d'estiu 2008

### Masculí
Jugadors
| - Francisco Cortés - Xavier Ribas - Rodrigo Garza - Ramón Alegre - Sergi Enrique - Juan Fernández - Francesc Fàbregas - Albert Sala | - Àlex Fàbregas - David Alegre - Pol Amat - Eduard Tubau - Santi Freixa - Víctor Sojo - Eduard Arbós - Roc Oliva |  |  |

Entrenador: Maurits Hendriks
Fase de grups
| Equip           | J | G | E | P | GF | GC | Dif | Punts |
| --------------- | - | - | - | - | -- | -- | --- | ----- |
| Espanya         | 5 | 4 | 0 | 1 | 9  | 5  | +4  | 12    |
| Alemanya        | 5 | 3 | 2 | 0 | 12 | 6  | +6  | 11    |
| Corea del Sud   | 5 | 2 | 1 | 2 | 13 | 11 | +2  | 7     |
| Nova Zelanda    | 5 | 2 | 1 | 2 | 10 | 9  | +1  | 7     |
| Bèlgica         | 5 | 1 | 1 | 3 | 9  | 13 | -4  | 4     |
| R.P. de la Xina | 5 | 0 | 1 | 4 | 7  | 16 | -9  | 1     |

Resultats
| Ronda          | Data  | Hora  | Partit        | Partit | Partit          |
| -------------- | ----- | ----- | ------------- | ------ | --------------- |
| Fase grups − 1 | 11/08 | 20:30 | Espanya       | 4 − 2  | Bèlgica         |
| Fase grups − 2 | 13/08 | 20:30 | Nova Zelanda  | 0 − 1  | Espanya         |
| Fase grups − 3 | 15/08 | 08:30 | Espanya       | 2 − 1  | R.P. de la Xina |
| Fase grups − 4 | 17/08 | 21:00 | Alemanya      | 1 − 0  | Espanya         |
| Fase grups − 5 | 19/08 | 18:30 | Corea del Sud | 1 − 2  | Espanya         |
| Semifinals     | 21/08 | 20:30 | Espanya       | 3 − 2  | Austràlia       |
| Final          | 23/08 | 20:30 | Espanya       | 0 − 1  | Alemanya        |

### Femení
Jugadores
| - Sílvia Bonastre - Georgina Oliva - Esther Térmens - Marta Ejarque - Gloria Comerma - Raquel Huertas - María Jesús Rosa - Montse Cruz | - Pilar Sánchez - Bárbara Maldá - Silvia Muñoz - Maria Romagosa - Júlia Menéndez - Núria Camón - Rocío Ybarra - María López |  |

Entrenador: Pablo Usoz
Fase de grups
| Equip           | J | G | E | P | GF | GC | Dif | Punts |
| --------------- | - | - | - | - | -- | -- | --- | ----- |
| Països Baixos   | 5 | 5 | 0 | 0 | 14 | 3  | +11 | 15    |
| R.P. de la Xina | 5 | 3 | 1 | 1 | 14 | 4  | +10 | 10    |
| Austràlia       | 5 | 3 | 1 | 1 | 17 | 9  | +8  | 10    |
| Espanya         | 5 | 2 | 0 | 3 | 4  | 12 | -8  | 6     |
| Corea del Sud   | 5 | 1 | 0 | 4 | 13 | 18 | -5  | 3     |
| Sud-àfrica      | 5 | 0 | 0 | 5 | 2  | 18 | -16 | 0     |

Resultats
| Ronda          | Data  | Hora  | Partit        | Partit      | Partit        |
| -------------- | ----- | ----- | ------------- | ----------- | ------------- |
| Fase grups − 1 | 10/08 | 10:30 | Xina          | 3 − 0       | Espanya       |
| Fase grups − 2 | 12/08 | 10:30 | Austràlia     | 6 − 1       | Espanya       |
| Fase grups − 3 | 14/08 | 18:00 | Espanya       | 2 − 1       | Corea del Sud |
| Fase grups − 4 | 16/08 | 21:00 | Espanya       | 1 − 0       | Sud-àfrica    |
| Fase grups − 5 | 18/08 | 18:30 | Països Baixos | 2 − 0       | Espanya       |
| 7è i 8è lloc   | 20/08 | 11:00 | Espanya       | 3 − 2 (pr.) | Estats Units  |

## Judo
Vegeu Judo als Jocs Olímpics d'estiu 2008

### Masculí
| Esportista   | Categoria | Setzens de final              | Vuitens de final               | Quarts de final  | Semifinals       | Primera repesca               | Repesca quarts de final | Repesca semifinals | Final / FC       | Final / FC       |
| ------------ | --------- | ----------------------------- | ------------------------------ | ---------------- | ---------------- | ----------------------------- | ----------------------- | ------------------ | ---------------- | ---------------- |
| Óscar Peñas  | 66 kg     | M. Sharipov (UZB) D 0000−1010 | No es classificà               | No es classificà | No es classificà | No es classificà              | No es classificà        | No es classificà   | No es classificà | No es classificà |
| David Alarza | 90 kg     | A. Chiclana (PUR) V 1101−0100 | A. Benikhlef (ALG) D 0001−1020 | No es classificà | No es classificà | M. El Assri (MAR) D 0000−0000 | No es classificà        | No es classificà   | No es classificà | No es classificà |

### Femení
| Esportista        | Categoria | Setzens de final                 | Vuitens de final             | Quarts de final                  | Semifinals                 | Primera repesca | Repesca quarts de final       | Repesca semifinals          | Final / FC                    | Final / FC       |
| ----------------- | --------- | -------------------------------- | ---------------------------- | -------------------------------- | -------------------------- | --------------- | ----------------------------- | --------------------------- | ----------------------------- | ---------------- |
| Ana Carrascosa    | 52 kg     | B. Munkhbaatar (MGL) V 0100−0000 | X. Dongmei (XIN) D 0000−1000 | No es classificà                 | No es classificà           |                 | T. Monteiro (POR) V 0101−0001 | K. Kim (KON) D 0001−1010    | No es classificà              | No es classificà |
| Isabel Fernández  | 57 kg     |                                  | V. Gotay (EUA) V 0010−0000   | D. Gravenstijn (PBA) D 0000−0001 | No es classificà           |                 | K. Quadros (BRA) D 0001−0002  | No es classificà            | No es classificà              | No es classificà |
| Leire Iglesias    | 70 kg     | M. Silva (BRA) V 0020−0011       | G. Emane (FRA) V 0001−0000   | A. Boehm (ALE) D 0000−1000       | No es classificà           |                 | N. Smal (UCR) V 0011−0000     | Y. Albear (COL) V 0001−0000 | E. Bosch (PBA) D 0000−1001    | 5                |
| Esther San Miguel | 78 kg     | V. Moskalyuk (RUS) V 0002−0000   | E. Silva (BRA) V 0011−0010   | L. Morico (ITA) V 0220−0011      | Y. Xiuli (XIN) D 0000−1031 |                 |                               |                             | S. Possamai (FRA) D 0010−0100 | 5                |

## Lluita
Vegeu Lluita als Jocs Olímpics d'estiu 2008
| Esportista          | Esdeveniment  | Qualificació | Vuitens de final                  | Quarts de final           | Semifinals       | Repesca 1        | Repesca 2                | Final / FC                  | Final / FC |
| ------------------- | ------------- | ------------ | --------------------------------- | ------------------------- | ---------------- | ---------------- | ------------------------ | --------------------------- | ---------- |
| Francisco Sánchez   | 55 kg masculí |              | H-S. Kim (KON) D 1−3 PP           | No es classificà          | No es classificà | No es classificà | No es classificà         | No es classificà            | 13         |
| María Teresa Méndez | 63 kg femení  |              | L. Golliot-LeGrand (FRA) D 0−3 PO | No es classificà          | No es classificà | No es classificà | No es classificà         | No es classificà            | 13         |
| Maider Unda         | 72 kg femení  |              | O. Vashchuk (UCR) V 3−1 PP        | S. Zlateva (BUL) D 1−3 PP | No es classificà |                  | O. Akuffo (CAN) V 3−1 PP | A. Wieszczek (POL) D 1−3 PP | 5          |

## Natació
Vegeu Natació als Jocs Olímpics d'estiu 2008

### Masculí
| Esportista         | Esdeveniment    | Eliminatòria | Eliminatòria | Semifinal        | Semifinal        | Final            | Final            |
| Esportista         | Esdeveniment    | Resultat     | Posició      | Resultat         | Posició          | Resultat         | Posició          |
| ------------------ | --------------- | ------------ | ------------ | ---------------- | ---------------- | ---------------- | ---------------- |
| Melquiades Álvarez | 100 m braça     | 1:01.89      | 37           | No es classificà | No es classificà | No es classificà | No es classificà |
| Melquiades Álvarez | 200 m braça     | 2:12.59      | 27           | No es classificà | No es classificà | No es classificà | No es classificà |
| Brenton Cabello    | 200 m estils    | 2:03.08      | 33           | No es classificà | No es classificà | No es classificà | No es classificà |
| Sergio García      | 200 m braça     | 2:14.30      | 34           | No es classificà | No es classificà | No es classificà | No es classificà |
| Francisco Hervás   | 10 km           |              |              |                  |                  | 1:52:16.5        | 13               |
| Borja Iradier      | 100 m braça     | 1:01.83      | 35           | No es classificà | No es classificà | No es classificà | No es classificà |
| Rafael Muñoz       | 100 m papallona | 52.53        | 30           | No es classificà | No es classificà | No es classificà | No es classificà |
| Javier Noriega     | 50 m lliures    | 22.33        | 22           | No es classificà | No es classificà | No es classificà | No es classificà |
| Javier Núñez       | 200 m papallona | 2:00.24      | 32           | No es classificà | No es classificà | No es classificà | No es classificà |
| Javier Núñez       | 400 m estils    | 4:22.69      | 24           |                  |                  | No es classificà | No es classificà |
| Marcos Rivera      | 1500 m lliures  | 15:18.98     | 26           |                  |                  | No es classificà | No es classificà |
| Aschwin Wildeboer  | 100 m esquena   | 53.67        | 4 Q          | 53.51            | 4 Q              | 53.51            | 7                |
| Aschwin Wildeboer  | 200 m esquena   | No participà | No participà | No es classificà | No es classificà | No es classificà | No es classificà |

### Femení
| Esportista                                                           | Esdeveniment            | Eliminatòria | Eliminatòria | Semifinal        | Semifinal        | Final               | Final               |
| Esportista                                                           | Esdeveniment            | Resultat     | Posició      | Resultat         | Posició          | Resultat            | Posició             |
| -------------------------------------------------------------------- | ----------------------- | ------------ | ------------ | ---------------- | ---------------- | ------------------- | ------------------- |
| Mireia Belmonte                                                      | 200 m braça             | 2:29.46      | 24           | No es classificà | No es classificà | No es classificà    | No es classificà    |
| Mireia Belmonte                                                      | 200 m papallona         | No començà   | No començà   | No es classificà | No es classificà | No es classificà    | No es classificà    |
| Mireia Belmonte                                                      | 200 m estils            | 2:12.75      | 14 Q         | 2:13.45          | 14               | No es classificà    | No es classificà    |
| Mireia Belmonte                                                      | 400 m estils            | 4:37.91      | 14           |                  |                  | No es classificà    | No es classificà    |
| Escarlata Bernard                                                    | 200 m esquena           | 2:12.86      | 24           | No es classificà | No es classificà | No es classificà    | No es classificà    |
| Melani Costa                                                         | 200 m lliures           | 1:59.50      | 18           | No es classificà | No es classificà | No es classificà    | No es classificà    |
| María Fuster                                                         | 100 m lliures           | No començà   | No començà   | No es classificà | No es classificà | No es classificà    | No es classificà    |
| Lydia Morant                                                         | 200 m esquena           | 2:13.87      | 25           | No es classificà | No es classificà | No es classificà    | No es classificà    |
| María Peláez                                                         | 200 m estils            | 2:15.97      | 27           | No es classificà | No es classificà | No es classificà    | No es classificà    |
| Mercedes Peris                                                       | 100 m esquena           | 1:02.30      | 28           | No es classificà | No es classificà | No es classificà    | No es classificà    |
| Yurema Requena                                                       | 10 km aigües obertes    |              |              |                  |                  | 1:59:46.9           | 13                  |
| Erika Villaécija                                                     | 400 m lliures           | 4:14.25      | 23           |                  |                  | No es classificà    | No es classificà    |
| Erika Villaécija                                                     | 800 m lliures           | 8:32.27      | 16           |                  |                  | No es classificà    | No es classificà    |
| Nina Zhivanevskaya                                                   | 100 m esquena           | 1:00.54      | 13 Q         | 1:00.50          | 11               | No es classificà    | No es classificà    |
| Melani Costa Noemi Féliz María Fuster Arantxa Ramos Erika Villaécija | Relleus 4x200 m lliures | 8:00.90      | 14           |                  |                  | No es classificaren | No es classificaren |
| Mireia Belmonte María Fuster Noemi Féliz Nina Zhivanevskaya          | Relleus 4x100 m estils  | 4:06.40      | 15           |                  |                  | No es classificaren | No es classificaren |

## Natació sincronitzada
Vegeu Natació sincronitzada als Jocs Olímpics d'estiu 2008
| Esportista | Esdeveniment | Rutina tècnica | Rutina tècnica | Rutina lliure (Preliminar) | Rutina lliure (Preliminar) | Rutina lliure (Preliminar) | Rutina lliure (Preliminar) | Rutina lliure (Final) | Rutina lliure (Final) | Rutina lliure (Final)    | Rutina lliure (Final) |
| Esportista | Esdeveniment | Punts          | Posició        | Punts                      | Posició                    | Total (tècnica + lliure)   | Posició                    | Punts                 | Posició               | Total (tècnica + lliure) | Posició               |
| --- | ------------ | -------------- | -------------- | -------------------------- | -------------------------- | -------------------------- | -------------------------- | --------------------- | --------------------- | ------------------------ | --------------------- |
| Andrea Fuentes Gemma Mengual | Parelles     | 48,834         | 2              | 49,084                     | 2                          | 97,918                     | 2 Q                        | 49,500                | 2                     | 147,418                  | 2                     |
| Alba María Cabello Raquel Corral Andrea Fuentes Gemma Mengual Thaïs Henríquez Laura López Gisela Morón Irina Rodríguez Paola Tirados | Equip        | 48,917         | 2              |                            |                            |                            |                            | 49,334                | 2                     | 98,251                   | 2                     |

## Pentatló modern
Vegeu Pentatló modern als Jocs Olímpics d'estiu 2008
| Esportista  | Esdeveniment | Tir      | Tir     | Tir   | Esgrima  | Esgrima | Esgrima | Natació | Natació | Natació | Hípica   | Hípica  | Hípica | Camp a través | Camp a través | Camp a través | Final | Final   |
| Esportista  | Esdeveniment | Resultat | Posició | Punts | Resultat | Posició | Punts   | Temps   | Posició | Punts   | Temps    | Posició | Punts  | Temps         | Posició       | Punts         | Punts | Posició |
| ----------- | ------------ | -------- | ------- | ----- | -------- | ------- | ------- | ------- | ------- | ------- | -------- | ------- | ------ | ------------- | ------------- | ------------- | ----- | ------- |
| Jaime López | Homes        | 183      | 13      | 1132  | 17−18    | =19     | 808     | 2:07.02 | 20      | 1276    | No acabà | 35=     | 0      | 10:05.80      | 35            | 980           | 4196  | 36      |

## Piragüisme
Vegeu Piragüisme als Jocs Olímpics d'estiu 2008

### Aigües tranquil·les
Masculí
| Esportista               | Esdeveniment | Eliminatòries | Eliminatòries | Semifinals | Semifinals | Final    | Final   |
| Esportista               | Esdeveniment | Temps         | Posició       | Temps      | Posició    | Temps    | Posició |
| ------------------------ | ------------ | ------------- | ------------- | ---------- | ---------- | -------- | ------- |
| David Cal                | C-1 500 m    | 1:48.095      | 1 QF          |            |            | 1:48.397 | 2       |
| David Cal                | C-1 1000 m   | 3:58.756      | 1 QF          |            |            | 3:52.751 | 2       |
| Saúl Craviotto David Cal | K-2 500 m    | 1:28.983      | 2 QF          |            |            | 1:28.736 | 1       |

Femení
| Esportista                                                  | Esdeveniment | Eliminatòries | Eliminatòries | Semifinals | Semifinals | Final               | Final               |
| Esportista                                                  | Esdeveniment | Temps         | Posició       | Temps      | Posició    | Temps               | Posició             |
| ----------------------------------------------------------- | ------------ | ------------- | ------------- | ---------- | ---------- | ------------------- | ------------------- |
| Teresa Portela                                              | K-1 500 m    | 1:51.654      | 2 Q           | 1:54.981   | 6          | No es classificà    | No es classificà    |
| Beatriz Manchón Sonia Molanes                               | K-2 500 m    | 1:46.646      | 5 Q           | 1:45.313   | 4          | No es classificaren | No es classificaren |
| Beatriz Manchón Sonia Molanes Teresa Portela Jana Smidakova | K-4 500 m    | 1:37.914      | 4 Q           | 1:37.172   | 1 Q        | 1:35.366            | 5                   |

### Eslàlom
| Esportista            | Esdeveniment | Ronda preliminar | Ronda preliminar | Ronda preliminar | Ronda preliminar | Ronda preliminar | Ronda preliminar | Semifinals       | Semifinals       | Final            | Final            | Final            | Final            |
| Esportista            | Esdeveniment | Mànega 1         | Posició          | Mànega 2         | Posició          | Total            | Posició          | Temps            | Posició          | Temps            | Posició          | Total            | Posició          |
| --------------------- | ------------ | ---------------- | ---------------- | ---------------- | ---------------- | ---------------- | ---------------- | ---------------- | ---------------- | ---------------- | ---------------- | ---------------- | ---------------- |
| Maialen Chourraut     | K-1 femení   | 147.95           | 17               | 105.44           | 12               | 253.39           | 16               | No es classificà | No es classificà | No es classificà | No es classificà | No es classificà | No es classificà |
| Guillermo Díez-Canedo | K-1 masculí  | 84.95            | 4                | 88.07            | 13               | 173.02           | 12 Q             | 90.06            | 14               | No es classificà | No es classificà | No es classificà | No es classificà |
| Ander Elosegi         | C-1 masculí  | 87.00            | 4                | 85.47            | 4                | 172.47           | 5 Q              | 92.19            | 7 Q              | 89.93            | 4                | 182.12           | 4                |

## Rem
Vegeu Rem als Jocs Olímpics d'estiu 2008
| Esportista      | Esdeveniment      | Preliminar | Preliminar | Quarts de final | Quarts de final | Semifinals | Semifinals | Final   | Final   | Final    |
| Esportista      | Esdeveniment      | Temps      | Posició    | Temps           | Posició         | Temps      | Posició    | Temps   | Posició | Resultat |
| --------------- | ----------------- | ---------- | ---------- | --------------- | --------------- | ---------- | ---------- | ------- | ------- | -------- |
| Núria Domínguez | Scull ind. femení | 7:58.03    | 3 Q        | 7:49.60         | 4 SC/D          | 7:36.12    | 2 FC       | 7:36.12 | 2       | 14       |

## Salts
Vegeu Salts als Jocs Olímpics d'estiu 2008
| Esportista      | Esdeveniment         | Ronda Preliminar | Ronda Preliminar | Semifinals       | Semifinals       | Final            | Final            |
| Esportista      | Esdeveniment         | Punts            | Posició          | Punts            | Posició          | Punts            | Posició          |
| --------------- | -------------------- | ---------------- | ---------------- | ---------------- | ---------------- | ---------------- | ---------------- |
| Jenifer Benítez | Trampolí 3 m femení  | 194,05           | 30               | No es classificà | No es classificà | No es classificà | No es classificà |
| Javier Illana   | Trampolí 3 m masculí | 423,90           | 20               | No es classificà | No es classificà | No es classificà | No es classificà |

## Taekwondo
Vegeu Taekwondo als Jocs Olímpics d'estiu 2008
| Esportista         | Esdeveniment    | Vuitens de final          | Quarts de final         | Semifinals                | Repesca               | Final            | Final            |
| ------------------ | --------------- | ------------------------- | ----------------------- | ------------------------- | --------------------- | ---------------- | ---------------- |
| Juan Antonio Ramos | - 58 kg masculí | A. Martínez (BLZ) V 2−1   | M. Ferreira (BRA) V 3−2 | Y.G. Mercedes (DOM) D 2−3 | R. Nikpai (AFG) D 1−4 | No es classificà | 5                |
| Jon García         | + 80 kg masculí | A. Irgashev (UZB) D 10−11 | No es classificà        | No es classificà          | No es classificà      | No es classificà | No es classificà |
| Rosana Simón       | + 67 kg femení  | K. Kedzierska (SUE) D 4−5 | No es classificà        | No es classificà          | No es classificà      | No es classificà | No es classificà |

## Tennis
Vegeu Tennis als Jocs Olímpics d'estiu 2008

### Masculí
| Nicolás Almagro                | Individual | G. Monfils (FRA) 4−6, 6−3, 4−6  | No es classificà                             | No es classificà                            | No es classificà         | No es classificà               | No es classificà                   | No es classificà    | No es classificà    | No es classificà    | No es classificà    | No es classificà | No es classificà |
| David Ferrer                   | Individual | J. Tipsarević (SRB) 6−7(8), 2−6 | No es classificà                             | No es classificà                            | No es classificà         | No es classificà               | No es classificà                   | No es classificà    | No es classificà    | No es classificà    | No es classificà    | No es classificà | No es classificà |
| Rafael Nadal                   | Individual | P. Starace (ITA) 6−2, 3−6, 6−2  | L. Hewitt (AUS) 6−1, 6−2                     | Í. Andréiev (RUS) 6−4, 6−2                  | J. Melzer (AUT) 6−0, 6−4 | N. Đoković (SRB) 6−4, 1−6, 6−4 | F. González (XIL) 6−3, 7−6(2), 6−3 | Or                  |                     |                     |                     |                  |                  |
| Tommy Robredo                  | Individual | A. Seppi (ITA) 4−6, 6−4, 6−8    | No es classificà                             | No es classificà                            | No es classificà         | No es classificà               | No es classificà                   | No es classificà    | No es classificà    | No es classificà    | No es classificà    | No es classificà | No es classificà |
| Nicolas Almagro / David Ferrer | Dobles     |                                 | K. Anderson / J. Coetzee (RSA) 3−6, 6−3, 6−4 | S. Aspelin / T. Johansson (SUE) 6−7(8), 4−6 | No es classificaren      | No es classificaren            | No es classificaren                | No es classificaren | No es classificaren | No es classificaren | No es classificaren |                  |                  |
| Rafael Nadal / Tommy Robredo   | Dobles     |                                 | J. Bjorkman / R. Soderling (SUE) 6−3, 6−3    | C. Guccione / L. Hewitt (AUS) 2−6, 6−7(5)   | No es classificaren      | No es classificaren            | No es classificaren                | No es classificaren | No es classificaren | No es classificaren | No es classificaren |                  |                  |

### Femení
| Núria Llagostera                       | Individual | K. Zakopalova (TXE) 2−6, 6−3, 7−5 | J. Zheng (XIN) 7−6(7), 1−6, 4−6                | No es classificà                          | No es classificà                               | No es classificà                    | No es classificà                         | No es classificà    | No es classificà    | No es classificà    | No es classificà    | No es classificà    |                  |
| María José Martínez                    | Individual | A. Molik (AUS) 6−1, 6−1           | D. Safina (RUS) 6−7(3), 1−6                    | No es classificà                          | No es classificà                               | No es classificà                    | No es classificà                         | No es classificà    | No es classificà    | No es classificà    | No es classificà    | No es classificà    |                  |
| Anabel Medina                          | Individual | S. Bammer (AUT) 2−6, 6−4, 4−6     | No es classificà                               | No es classificà                          | No es classificà                               | No es classificà                    | No es classificà                         | No es classificà    | No es classificà    | No es classificà    | No es classificà    | No es classificà    | No es classificà |
| Carla Suárez                           | Individual | S. Peng (XIN) 5−7, 6−7(2)         | No es classificà                               | No es classificà                          | No es classificà                               | No es classificà                    | No es classificà                         | No es classificà    | No es classificà    | No es classificà    | No es classificà    | No es classificà    | No es classificà |
| Núria Llagostera / María José Martínez | Dobles     |                                   | I. Vesninà / V. Zvonariova (RUS) 6−2, 1−6, 6−3 | No es classificaren                       | No es classificaren                            | No es classificaren                 | No es classificaren                      | No es classificaren | No es classificaren | No es classificaren | No es classificaren | No es classificaren |                  |
| Anabel Medina / Virginia Ruano         | Dobles     |                                   | M. Korítseva / T. Perebiynis (UKR) 6−3, 6−4    | S. Stosur / R. Stubbs (AUS) 4−6, 6−4, 6−4 | L. Davenport / L. Huber (EUA) 5−7, 7−6(6), 8−6 | Z. Yan / J. Zheng (XIN) 6−4, 7−6(5) | S. Williams / V. Williams (EUA) 2−6, 0−6 | Argent              |                     |                     |                     |                     |                  |

## Tennis taula
Vegeu Tennis taula als Jocs Olímpics d'estiu 2008
Individual
| Tennista         | Categoria | Ronda preliminar       | 1a Ronda                 | 2a Ronda               | 3a Ronda             | 4a Ronda         | Quarts de final  | Semifinals       | Final            | Final            |
| ---------------- | --------- | ---------------------- | ------------------------ | ---------------------- | -------------------- | ---------------- | ---------------- | ---------------- | ---------------- | ---------------- |
| Alfredo Carneros | Masculí   | A. Massaad (EGI) V 4−2 | S.K. Achanta (IND) D 2−4 | No es classificà       | No es classificà     | No es classificà | No es classificà | No es classificà | No es classificà | No es classificà |
| He Zhi Wen       | Masculí   |                        |                          | Jang S.M. (RDPC) D 2−4 | No es classificà     | No es classificà | No es classificà | No es classificà | No es classificà | No es classificà |
| Fang Zhu Jin     | Femení    |                        | M. Pesotska (UCR) V 4−1  | Li J. (PBA) D 1−4      | No es classificà     | No es classificà | No es classificà | No es classificà | No es classificà | No es classificà |
| Shen Yanfei      | Femení    |                        |                          | S. Paovic (CRO) V 4−2  | Tie Y.N. (HKG) D 1−4 | No es classificà | No es classificà | No es classificà | No es classificà | No es classificà |

Equips
| Tennista                                    | Categoria | Fase grups                                                                          | Fase grups | Semifinals       | Final            | Final            |
| Tennista                                    | Categoria | Resultats                                                                           | Posició    | Semifinals       | Final            | Final            |
| ------------------------------------------- | --------- | ----------------------------------------------------------------------------------- | ---------- | ---------------- | ---------------- | ---------------- |
| Galia Dvorak Yanfei Shen Zhang Fang Zhu Jin | Femení    | Grup D · Corea del Sud (COS) · D 0−3 · Japó (JAP) · D 2−3 · Austràlia (AUS) · V 3−0 | 3          | No es classificà | No es classificà | No es classificà |

## Tir
Vegeu Tir als Jocs Olímpics d'estiu 2008

### Masculí
| Esportista         | Esdeveniment         | Qualificació | Qualificació | Final            | Final            |
| Esportista         | Esdeveniment         | Punts        | Posició      | Punts            | Posició          |
| ------------------ | -------------------- | ------------ | ------------ | ---------------- | ---------------- |
| Juan José Aramburu | Skeet                | 118 S/O 3    | 8            | No es classificà | No es classificà |
| Alberto Fernández  | Fossa                | 106          | 33           | No es classificà | No es classificà |
| Luis Martínez      | Carabina d'aire 10 m | 589          | 32           | No es classificà | No es classificà |
| Luis Martínez      | Carabina estesa 50 m | 582          | 50           | No es classificà | No es classificà |
| Mario Núñez        | Skeet                | 115          | 21           | No es classificà | No es classificà |
| Jesús Serrano      | Fossa                | 116          | 10           | No es classificà | No es classificà |

### Femení
| Esportista            | Esdeveniment        | Qualificació | Qualificació | Final            | Final            |
| Esportista            | Esdeveniment        | Punts        | Posició      | Punts            | Posició          |
| --------------------- | ------------------- | ------------ | ------------ | ---------------- | ---------------- |
| Maria Pilar Fernández | Pistola 25 m        | 569          | 36           | No es classificà | No es classificà |
| Maria Pilar Fernández | Pistola d'aire 10 m | 379          | 25           | No es classificà | No es classificà |
| Sònia Franquet        | Pistola 25 m        | 582          | 9            | No es classificà | No es classificà |
| Sònia Franquet        | Pistola d'aire 10 m | 382          | 14           | No es classificà | No es classificà |

## Tir amb arc
Vegeu Tir amb arc als Jocs Olímpics d'estiu 2008
L'arquer espanyol Daniel Morillo es classificà per als Jocs Olímpics.
| Esportista     | Esdeveniment       | Ronda de classificació | Ronda de classificació | Ronda de 64                | Setzens de final             | Vuitens de final | Quarts de final  | Semifinals       | Final            | Final            |
| Esportista     | Esdeveniment       | Punts                  | Posició                | Ronda de 64                | Setzens de final             | Vuitens de final | Quarts de final  | Semifinals       | Final            | Final            |
| -------------- | ------------------ | ---------------------- | ---------------------- | -------------------------- | ---------------------------- | ---------------- | ---------------- | ---------------- | ---------------- | ---------------- |
| Daniel Morillo | Individual masculí | 657                    | 33                     | M. Ivashko (UCR) V 115−107 | J.R. Serrano (MEX) D 111−112 | No es classificà | No es classificà | No es classificà | No es classificà | No es classificà |

## Triatló
Vegeu Triatló als Jocs Olímpics d'estiu 2008
| Esportista        | Esdeveniment | Natació (1,5 km) | Transició 1 | Ciclisme (40 km) | Transició 2 | Cursa a peu (10 km) | Total   | Total |
| ----------------- | ------------ | ---------------- | ----------- | ---------------- | ----------- | ------------------- | ------- | ----- |
| Javier Gómez Noya | Homes        | 18:08            | 0:27        | 59:06            | 0:29        | 31:03               | 1:49:13 | 4     |
| Iván Raña         | Homes        | 18:22            | 0:26        | 58:52            | 0:28        | 31:14               | 1:49:22 | 5     |
| Ana Burgos        | Dones        | 20:57            | 0:31        | 1:05:28          | 0:36        | 35:11               | 2:02:43 | 20    |
| Ainhoa Murua      | Dones        | 19:59            | 0:29        | 1:07:06          | 0:36        | 36:38               | 2:04:48 | 38    |

## Vela
Vegeu Vela als Jocs Olímpics d'estiu 2008
Masculí
| Esportista                     | Esdeveniment | Curses | Curses | Curses | Curses | Curses | Curses | Curses | Curses | Curses | Curses | Curses | Punts nets | Final |
| Esportista                     | Esdeveniment | 1      | 2      | 3      | 4      | 5      | 6      | 7      | 8      | 9      | 10     | F      | Punts nets | Final |
| ------------------------------ | ------------ | ------ | ------ | ------ | ------ | ------ | ------ | ------ | ------ | ------ | ------ | ------ | ---------- | ----- |
| Iván Pastor                    | RS:X         | 8      | 13     | 18     | 18     | 16     | 9      | 4      | 4      | 6      | 15     | 16     | 127        | 9     |
| Javier Hernández               | Laser        | 17     | 25     | 11     | 13     | 28     | DSQ    | 19     | 13     | 5      | CAN    | EL     | 121        | 14    |
| Onán Barreiros Aarón Sarmiento | 470          | 8      | 2      | 6      | 9      | 13     | 13     | 13     | 4      | 11     | 18     | 8      | 105        | 5     |

Femení
| Esportista                                  | Esdeveniment | Curses | Curses | Curses | Curses | Curses | Curses | Curses | Curses | Curses | Curses | Curses | Punts nets | Final |
| Esportista                                  | Esdeveniment | 1      | 2      | 3      | 4      | 5      | 6      | 7      | 8      | 9      | 10     | F      | Punts nets | Final |
| ------------------------------------------- | ------------ | ------ | ------ | ------ | ------ | ------ | ------ | ------ | ------ | ------ | ------ | ------ | ---------- | ----- |
| Marina Alabau                               | RS:X         | 3      | 5      | 5      | 2      | 5      | 11     | 8      | 5      | 4      | 9      | 8      | 65         | 4     |
| Susana Romero                               | Laser        | 18     | 7      | 20     | 14     | 20     | 21     | 19     | 13     | 16     | CAN    | EL     | 127        | 24    |
| Laia Tutzo Natalia Via-Dufresne             | 470          | 4      | 5      | 2      | 6      | 13     | 10     | 13     | 17     | 2      | 17     | 20     | 92         | 10    |
| Mónica Azón Sandra Azón Graciela Prisionero | Yngling      | 11     | 9      | 14     | 6      | 14     | 4      | 14     | 9      | CAN    | CAN    | EL     | 67         | 14    |

Aigües obertes
| Esportista                     | Esdeveniment | Curses | Curses | Curses | Curses | Curses | Curses | Curses | Curses | Curses | Curses | Curses | Curses | Curses | Curses | Curses | Curses | Punts nets | Final |
| Esportista                     | Esdeveniment | 1      | 2      | 3      | 4      | 5      | 6      | 7      | 8      | 9      | 10     | 11     | 12     | 13     | 14     | 15     | F      | Punts nets | Final |
| ------------------------------ | ------------ | ------ | ------ | ------ | ------ | ------ | ------ | ------ | ------ | ------ | ------ | ------ | ------ | ------ | ------ | ------ | ------ | ---------- | ----- |
| Rafael Trujillo                | Finn         | 12     | 4      | 3      | 14     | 20     | 20     | 27     | 1      | CAN    | CAN    |        |        |        |        |        | 6      | 80         | 9     |
| Xabier Fernández Iker Martínez | 49er         | 1      | 10     | 17     | 2      | 17     | 5      | 7      | 10     | 3      | 4      | 1      | 2      | CAN    | CAN    | CAN    | 2      | 64         | 2     |
| Fernando Echavarri Antón Paz   | Tornado      | 1      | 6      | 1      | 4      | 7      | 13     | 1      | 7      | 1      | 8      |        |        |        |        |        | 8      | 57         | 1     |

En la darrera carrera per les medalles a la categoria 49er, l'equip danès, virtual guanyador, va participar amb l'embarcació de l'equip croat, ja que el masteler del veler danès estava trencat. L'equip espanyol va impugnar la carrera, però els jutges ho van desestimar. El dia 19, l'equip italià, quart classificat, també va demanar als jutges la desqualificació dels danesos, a l'espera de la sentència que el Tribunal d'Arbitratge de l'Esport dicti el dissabte 23.

## Voleibol platja
Vegeu Voleibol platja als Jocs Olímpics d'estiu 2008
| Esportista              | Esdeveniment | Ronda preliminar | Classificació | Vuitens de final                                    | Quarts de final     | Semifinals          | Final | Final |
| ----------------------- | ------------ | --- | ------------- | --------------------------------------------------- | ------------------- | ------------------- | ----- | ----- |
| Pablo Herrera Raúl Mesa | Homes        | Grup A · K. Kais / R. Vesik (EST) · V 2−0 (21−18, 23−21) · F. Gosch / A. Horst (AUT) · V 2−0 (21−14, 21−12) · P. Wu / L. Xu (XIN) · D 0−2 (13−21, 15−21) | 2 Q           | S. Rosenthal / J. Gibb (EUA) · D 0−2 (24−26, 17−21) | No es classificaren | No es classificaren | 9     |       |

## Waterpolo
Vegeu Waterpolo als Jocs Olímpics d'estiu 2008

### Masculí
Jugadors
| - Iñaki Aguilar - Ángel Luis Andreo - Iván Gallego - Javier García - Mario José García - Svilen Ivanov - David Martín | - Marc Minguell - Guillermo Molina - Ibán Pérez - Felipe Perrone - Ricardo Perrone - Xavier Vallès |  |

Entrenador: Rafael Aguilar
Fase de grups
| Equip      | J | G | E | P | GF | GC | Dif | Punts |
| ---------- | - | - | - | - | -- | -- | --- | ----- |
| Hongria    | 5 | 4 | 1 | 0 | 60 | 36 | +24 | 9     |
| Espanya    | 5 | 4 | 0 | 1 | 52 | 34 | +18 | 8     |
| Montenegro | 5 | 2 | 2 | 1 | 43 | 33 | +10 | 6     |
| Austràlia  | 5 | 2 | 1 | 2 | 45 | 40 | +5  | 5     |
| Grècia     | 5 | 1 | 0 | 4 | 39 | 56 | -17 | 2     |
| Canadà     | 5 | 0 | 0 | 5 | 21 | 61 | -40 | 0     |

Resultats
| Ronda           | Data  | Hora  | Partit  | Partit | Partit     |
| --------------- | ----- | ----- | ------- | ------ | ---------- |
| Fase grups − 1  | 10/08 | 9:30  | Espanya | 16 − 6 | Canadà     |
| Fase grups − 2  | 12/08 | 10:50 | Espanya | 9 − 8  | Austràlia  |
| Fase grups − 3  | 14/08 | 9:30  | Hongria | 8 − 5  | Espanya    |
| Fase grups − 4  | 16/08 | 15:20 | Espanya | 12 − 6 | Montenegro |
| Fase grups − 5  | 18/08 | 15:20 | Espanya | 10 − 6 | Grècia     |
| Quarts de final | 20/08 | 17:20 | Espanya | 5 − 9  | Sèrbia     |
| 5è i 6è lloc    | 24/08 | 13:00 | Espanya | 11 − 9 | Croàcia    |